# Cultura de Salvador

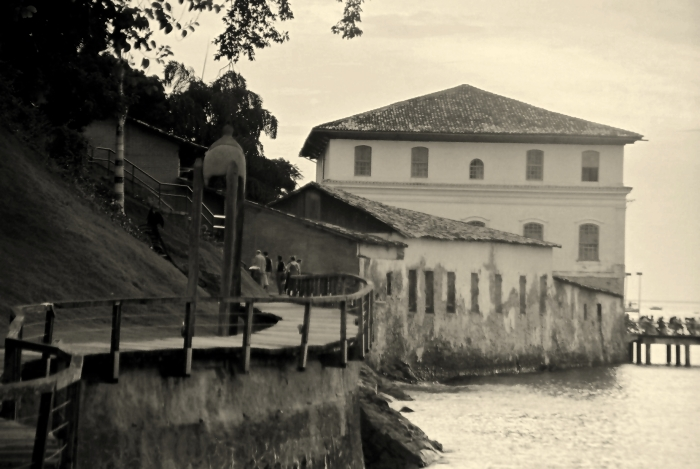
Detalhe do Solar do Unhão, onde pode-se ver da esquerda para a direita: um museu ao céu aberto de esculturas, a oficina aberta de artes e a casa grande, onde se encontra o Museu de Arte Moderna da Bahia e um restaurante de comida típica.

A cultura desenvolvida em Salvador, primeira capital do Brasil até 1763, e no Recôncavo baiano, exerceu influência decisiva em outras regiões do país, e na própria imagem que se tem do Brasil no exterior. Desde o século XVII observa-se no estado uma dualidade religiosa: de um lado, a religião católica (de origem européia); do outro, o candomblé (de origem africana).
Já no século passado firmou-se o gosto do baiano - tanto o de origem abastada quanto o pobre - pelo epigrama (tipo de poesia satírica); pelas modinhas (poesia lírica musicada); e, também, pelos sermões religiosos, praticado desde Frei Vicente do Salvador e tendo seu ápice em António Vieira.
A chegada dos africanos vindos do Golfo de Benim e do Sudão, no século XVIII, foi decisiva para desenvolver a cultura da Bahia como um todo. Segundo Nina Rodrigues, isso é o que diferencia a cultura baiana da cultura encontrada nos outros estados brasileiros. Nesses, os africanos que vieram eram, predominantemente, os negros bantos de Angola.
Os negros iorubanos e nagôs estabeleceram uma rica cultura nas terras da Baía de Todos os Santos. Pois que tinham religião própria, o candomblé; música própria, a chula; dança própria, praticada no samba de roda; culinária própria, que deu origem à culinária baiana, inventando diversos pratos com base no azeite-de-dendê e leite de coco (tudo com muita farinha-de-guerra dos índios tupinambás e tapuias), e sobremesas, desenvolvendo o que veio de Portugal; luta própria, o maculelê; vestimenta própria, aliando as já tradicionais indumentárias africanas às fazendas (tecidos) portugueses; e uma mistura de línguas, mesclando iorubá com português.
No século XIX, os visitantes começaram a cultuar a imagem da Bahia como de uma terra alegre, bonita, rica (por causa da cana-de-açúcar e das pedras preciosas das Lavras) e culta, que dava ao Brasil grandes intelectuais e ministros do Gabinete Imperial, como Rui Barbosa, que foi ministro da Fazendo no final do século XIX.
Na década de 1870, as baianas começaram a migrar para o Sudeste do país em busca de emprego. E, assim, essas "tias" baianas foram disseminando a cultura da Bahia, vendendo acarajés em seus tabuleiros e gamelas, dando festas onde se dançava samba-de-roda (que, mais tarde, modificado pelos cariocas, iria resultar no samba como se tornou conhecido), desfilando suas batas e panos-da-costa pelas ruas da Capital Federal. Por isso, naquela época, chamava-se de baiana todas as negras bonitas, segundo afirma Afrânio Peixoto, no "Livro de Horas".
A partir da década de 20 do século XX, torna-se moda fazer músicas em louvor à Bahia. E houve grande polêmica quando o sambista Sinhô, contrariando, cantou que a Bahia era "terra que não dá mais coco". Baianos e cariocas, tais como Donga, Pixinguinha, Hilário Jovino Ferreira e João da Baiana, foram defender a Bahia.
A partir da década de 30, primeiro pelos romances de Jorge Amado e depois pelas músicas de Dorival Caymmi, ficou estabelecida ante o Brasil a imagem que se tem da Bahia, de um local paradisíaco, com povo hospitaleiro e festeiro, perdurando até os dias atuais.

## Arte

### Gastronomia

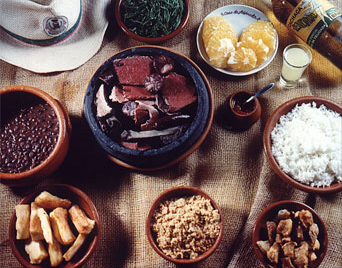
Feijoada com diversos acompanhamentos: arroz, mandioca frita, torresmo, laranja, caipirinha, entre outros.

A gastronomia local, picante e com base em frutos do mar (camarão, peixe), baseia-se fortemente em técnicas e ingredientes tipicamente africanas, e é muito apreciado em todo o Brasil e internacionalmente. O ingrediente mais comum é o azeite-de-dendê, um óleo extraído de uma árvore de palma (Elaeis guineensis), trazida da África Ocidental para o Brasil durante a época colonial.
Usando o suco leitoso do coco, eles prepararam uma variedade de pratos de mariscos, como Ensopados, Moquecas e Escabeche. O bagaço de cana de açúcar é misturado com melaço e Rapadura, na criação de sobremesas de coco como Cocada Branca e Preta. O restante do molho de guisado é misturado com farinha de mandioca para fazer um mingau, que é um prato tradicional indiano.[carece de fontes?] Nos mercados de Salvador, é possível encontrar carrinhos vendendo pratos típicos da época colonial. No mercado de Sete Portas, os clientes comem Mocotó nas noites de sexta-feira desde a década de 1940, quando o mercado foi inaugurado. Nos restaurantes do Mercado Modelo, Sarapatel, ensopados e vários pratos fritos são servidos regularmente. Na feira de São Joaquim, Santa Bárbara e mercados de São Miguel, há estandes vendendo diversas comidas típica. Eles também são vendidos em estandes localizados nas praias, especialmente petiscos como caranguejo, ostras e ensopados. Os restaurantes que vendem pratos típicos encontram-se principalmente ao longo da Costa e no Pelourinho. Eles preparam uma grande variedade de receitas que levam óleo da árvore de palma.
Pratos tradicionais incluem carurú, vatapá, acarajé, bobó de camarão, moqueca baiana e abará. Alguns destes pratos, como o acarajé e o abará, também são usadas como oferendas nos rituais do Candomblé. Um acarajé é basicamente fritada sob um "pão" feito de purê de feijão na qual as "peles" do feijão são removidas (supostamente um feijão fradinho mas, na realidade, quase sempre, são grãos mais baratos tão onipresentes na Bahia). Mas Salvador não é só comida típica. Outras receitas criadas pelos escravos foram o arroz de hauçá (arroz e carne de vaca seco cozidos juntos), o Munguzá, usado como oferenda para a divindade do Candomblé e Oxalá (que é o pai de todos os deuses, de acordo com a religião). Então chega aos Bolinhos de Fubá, o Cuscuz (fubá) e o Mingau (mingau). De acordo com Arany Santana, o Ipetê Africano (usado em rituais para a divindade Oxum) tornou-se o bobó de camarão e o Akará (usado para honrar as divindades Xangô e Iansã) tornou-se o famoso Acarajé. Quem vem aqui também tem um grande número de restaurantes especializados em cozinha internacional. Há também locais que servem pratos de outros Estados do Brasil, especialmente de Minas Gerais e região nordeste.

### Literatura

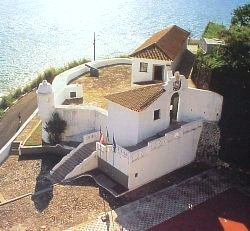
Forte de São Diogo

Salvador foi um importante centro cultural desde o século XVI, como refletido no grande número de personagens literárias associadas a Salvador, geralmente educados nas escolas religiosas dos conventos da cidade e na Universidade de Coimbra, em Portugal.

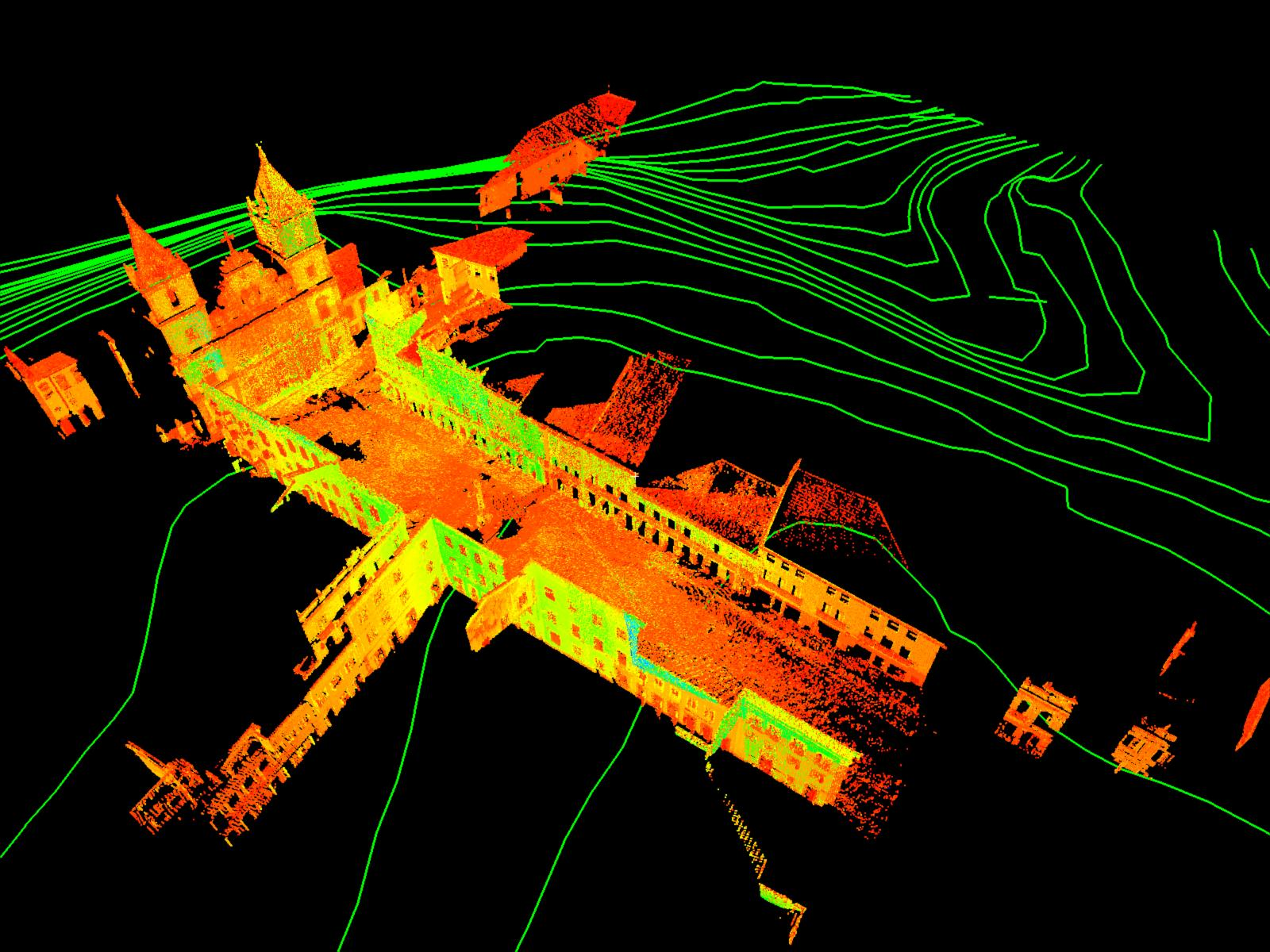
Vista isométrica da Praça do Pelourinho em Anchieta, Salvador, a partir de um Projeto preservacionista de Laser Scan conduzido pela organização sem fins lucrativos CyArk.

Gregório de Matos, nascido em Salvador em 1636, foi também educado pelos jesuítas. Tornou-se o mais importante poeta barroco no Brasil colonial por suas obras religiosas e satíricas.
Padre António Vieira nasceu em Lisboa, em 1608, mas cresceu e estudou na escola jesuíta de Salvador e morreu na cidade em 1697. Seus sermões eruditos lhe renderam o título de melhor escritor de língua portuguesa no período barroco.
Após a independência do Brasil (1822), Salvador continuou a desempenhar um papel importante na literatura brasileira. Significativa do século XIX associado com a cidade e escritores através do poeta romântico Castro Alves (1847–1871) e o diplomata Ruy Barbosa (1849–1923). No século XX, Jorge Amado (1912–2001), embora não nascido em Salvador, ajudou a popularizar a cultura da cidade ao mundo através de seus romances como Jubiabá, Dona Flor e Seus Dois Maridos, e Tenda dos Milagres, as memoráveis obras do poeta está em Salvador.

## Capoeira

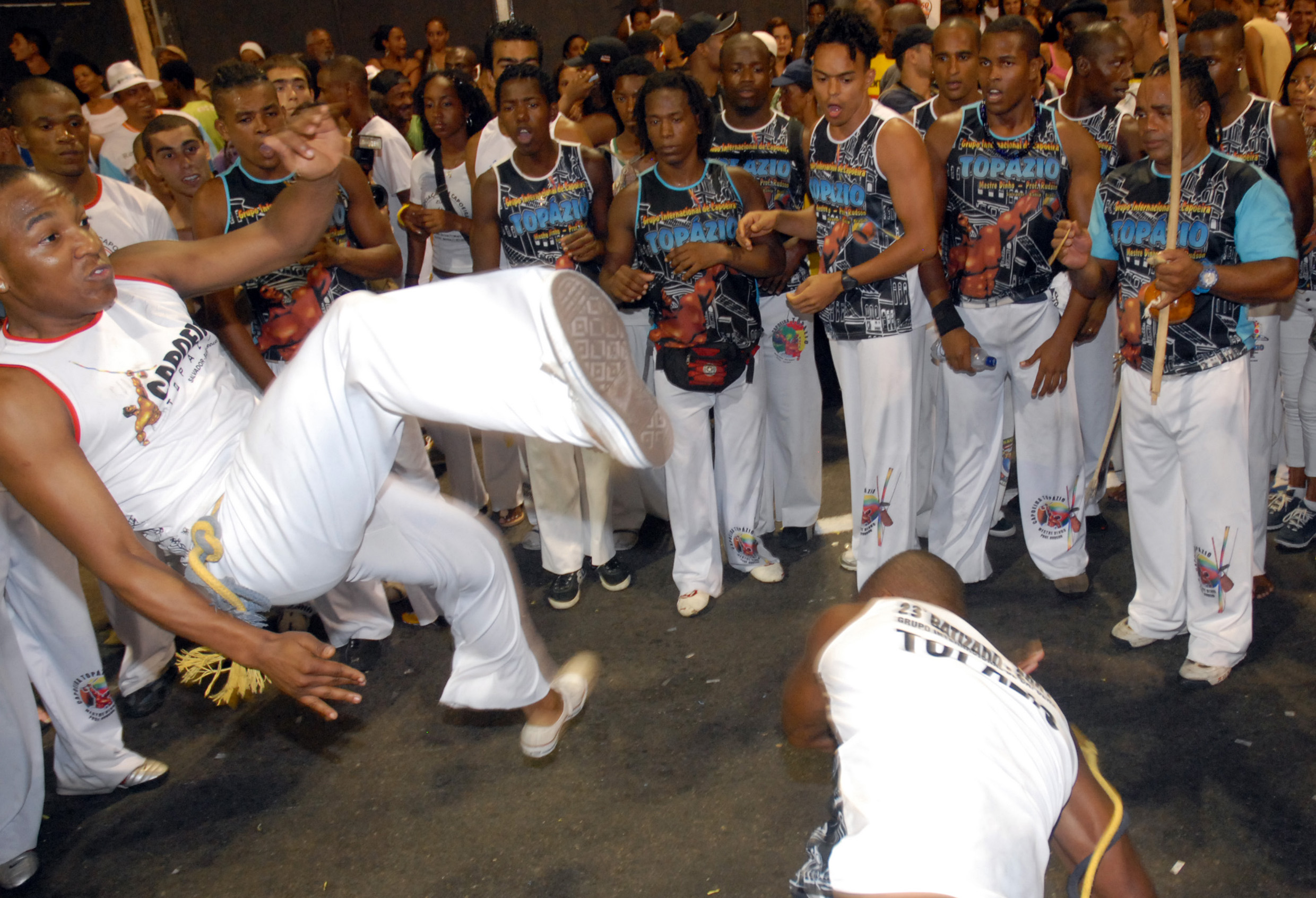
Capoeira em Salvador

A capoeira é uma mistura única de dança e arte marcial de origem afro-brasileira, que combina dança com movimentos ágeis e técnicas de combate de mãos vazias. Capoeira em português significa literalmente "galinheiro". O desenvolvimento da capoeira no Brasil está diretamente ligado à importação de escravos africanos pelos portugueses.
Considera-se que a capoeira tenha surgido em fins do século XVI no Quilombo dos Palmares, situado na então Capitania de Pernambuco. Já Salvador é considerado o centro dos ramos da capoeira moderna. Na primeira metade do século XX, os mestres naturalizado em Salvador, como Mestre Bimba e Mestre Pastinha fundou escolas de capoeira e ajudaram a uniformizar e popularizar a arte no Brasil e no mundo. A prática da Capoeira foi banida em 1892, e em 1937 tornou-se legal. Nos últimos anos, a Capoeira tornou-se mais acessível mesmo em Salvador, com aulas em inglês.

## Esportes

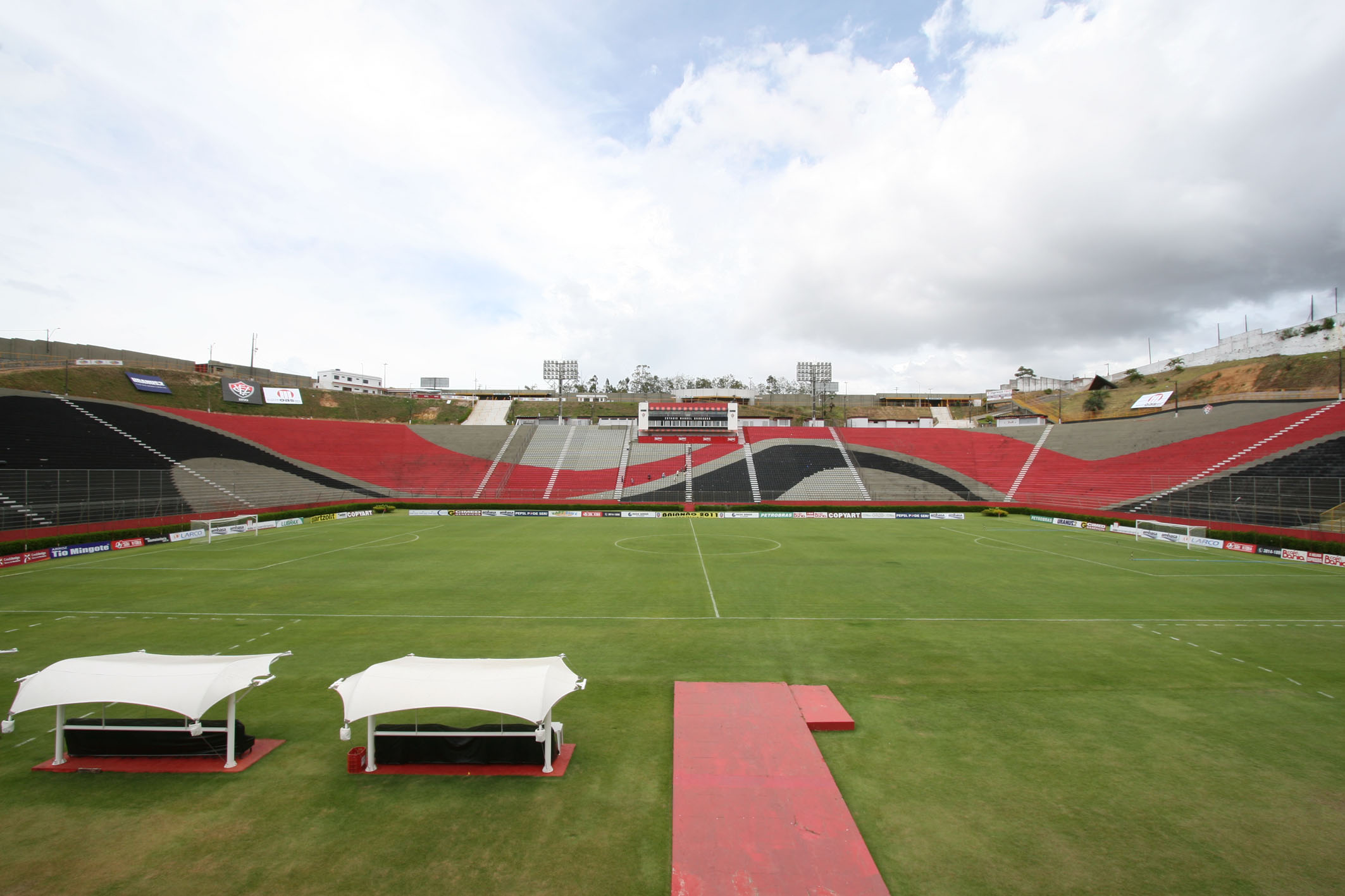
Estádio Barradão (com a antiga pintura), de propriedade do Esporte Clube Vitória.

Salvador fornece a visitantes e residentes várias atividades desportivas. A Fonte Nova, também conhecido como Estádio Octávio Mangabeira é um estádio de futebol inaugurado em 28 de Janeiro de 1951, em Salvador, Bahia, com uma capacidade máxima de 66.080 pessoas. O estádio é propriedade do governo da Bahia e é a casa do Esporte Clube Bahia. Seu nome formal homenageia Octávio Cavalcanti Mangabeira, um engenheiro civil, jornalista e ex-governador do estado da Bahia de 1947 a 1954. O estádio é apelidado de Fonte Nova, porque fica localizada na Ladeira da Fonte das Pedras no bairro de Nazaré. O estádio em 2007 foi fechado devido a um acidente que vitimou 7 pessoas quando parte do estádio desmoronou em uma partida válida pelo Campeonato Brasileiro da Série B entre o clube Esporte Clube Bahia e Vila Nova. Em 2009 foi entregue a cidade o novo estádio chamado Estádio Roberto Santos, o Pituaçu, onde o Bahia poderá fazer suas partidas. Em 2010, a Fonte Nova foi implodida para dar lugar a uma nova arena, que se chamará Arena Fonte Nova, na qual receberá jogos da Copa do Mundo de 2014.
O Esporte Clube Bahia e Esporte Clube Vitória são as equipes de futebol principal de Salvador. O Bahia ganhou 2 títulos nacionais, a Taça Brasil em 1959 e do Campeonato Brasileiro em 1988, enquanto o Vitória conquistou um vice-campeonato no Campeonato Brasileiro de 1993 e da Copa do Brasil em 2010.
Salvador tem duas grandes áreas verdes para a prática do golfe. O Cajazeiras Golf e Country Club onde tem um curso de 18 buracos, instrutores, transportadores e equipamentos para aluguel. O Itapuã Golf Club, localizado na área do Hotel Sofitel, tem um curso de 9 buracos, Loja de equipamentos, caddies e tacos para locação. O ténis é muito popular entre as elites de Salvador, com um grande número de jogadores e torneios em clubes privados da cidade. O Brasil Open, o torneio mais importante do país acontece todos os anos na Bahia.
Durante as últimas décadas, o voleibol tem crescido em Salvador, especialmente após a medalha de ouro conquistada pelo Brasil nos Jogos Olímpicos de Verão de 1992 em Barcelona. Os mais importantes torneios na Bahia são o Campeonato Estadual, o Torneio da Liga do Estado e os Jogos de Primavera, e as principais equipes são Associação Atlética da Bahia, Clube Bahiano de Tênis e Clube de Regatas Itapagipe. Há também eventos de voleibol de praia. Salvador tem abrigado muitos torneios internacionais. A Federação Baiana de Voleibol (organizadora do campeonato) pode informar o calendário dos torneios. Boliche é praticado por adolescentes e adultos. O Boliche do Aeroclube e o Espaço do Boliche estão equipados com pistas automáticas, bem como um bar com infraestrutura completa.
A Liga de Basquete da Bahia por meio da Federação Baiana de Basketball existe desde 1993 e conta com 57 equipes. O esporte é muito popular na cidade de Salvador, especialmente entre os estudantes. Existem vários lugares espalhados por toda a cidade, onde é possível jogar de graça, como o localizado no Bahia Sol, onde as pessoas jogam. Também há vários ginásios, em clubes como o Baiano de Tênis e Associação Atlética Antonio Balbino (popularmente conhecido como "Balbininho"), que é uma arena onde pode ter até sete mil pessoas.
A Baía de Todos-os-Santos fornece as condições climáticas ideais para competição de vela. A cidade está equipada com uma boa infraestrutura para a prática de vela, como aluguel e venda do espaço de doca, manutenção do barco, restaurantes, lanchonete, lojas de conveniência, lojas de produtos náuticos, agências de aluguel de barco, sistemas de comunicação VHF e SSB, bem como eventos e assistência total às tripulações. O grande número de eventos de vela organizados por clubes e sindicatos, como corridas oceânicas e barcos típicos (o habitual de madeira de pesca como canoas), demonstra a força de crescimento do esporte. Atualmente, Salvador tem uma agenda nacional de corridas com dezenas de eventos, recebendo também as competições Transat 6.50 e Les Illes du Soleil.
Corridas de remo começaram na cidade há mais de cem anos. Ele originalmente era praticado por jovens de famílias tradicionais, que passava suas férias de verão lá. O esporte é uma opção de lazer na Cidade Baixa (a parte inferior da cidade). O Esporte Clube Vitória e Clube São Salvador foram os pioneiros no esporte. Hoje em dia, estas duas entidades e também o Clube de Regatas Itapagipe participam das competições que acontecem na cidade. Com a recente renovação da área do Dique do Tororó, Salvador recebeu novas pistas para a prática do esporte.

## Festas

### Carnaval

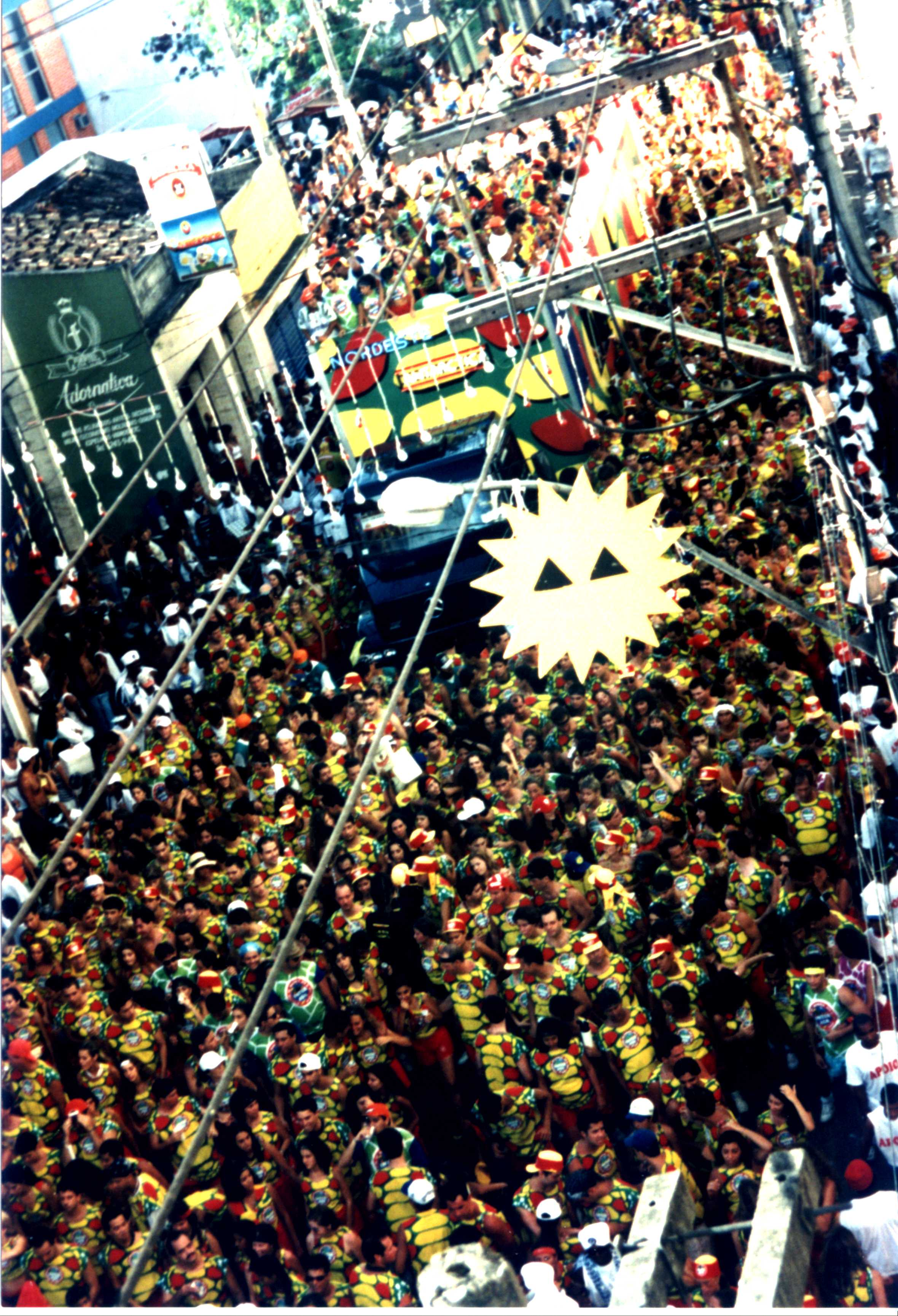
Carnaval nas ruas de Salvador, a maior do mundo

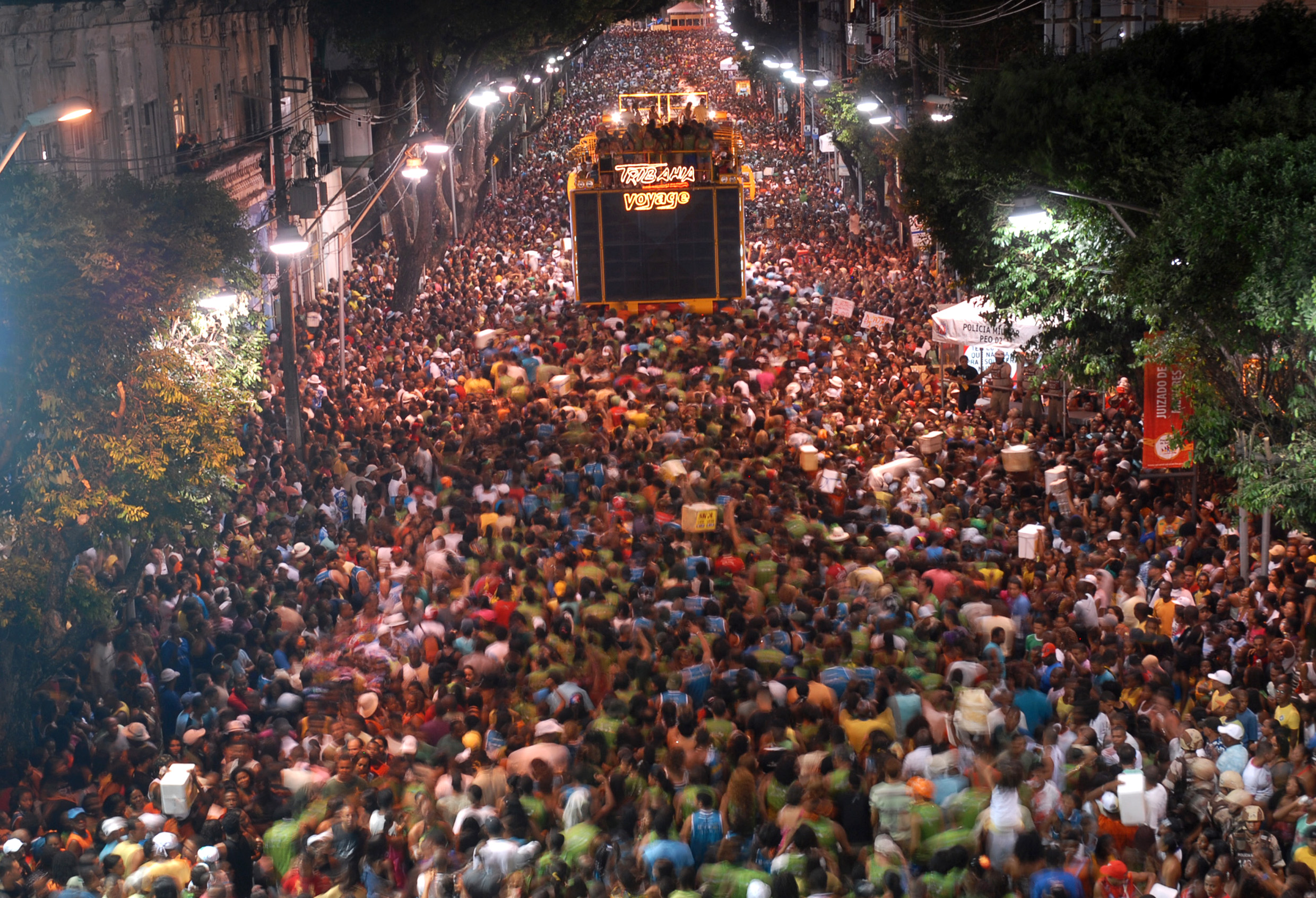
Circuito do Campo Grande, na Avenida Sete de Setembro.

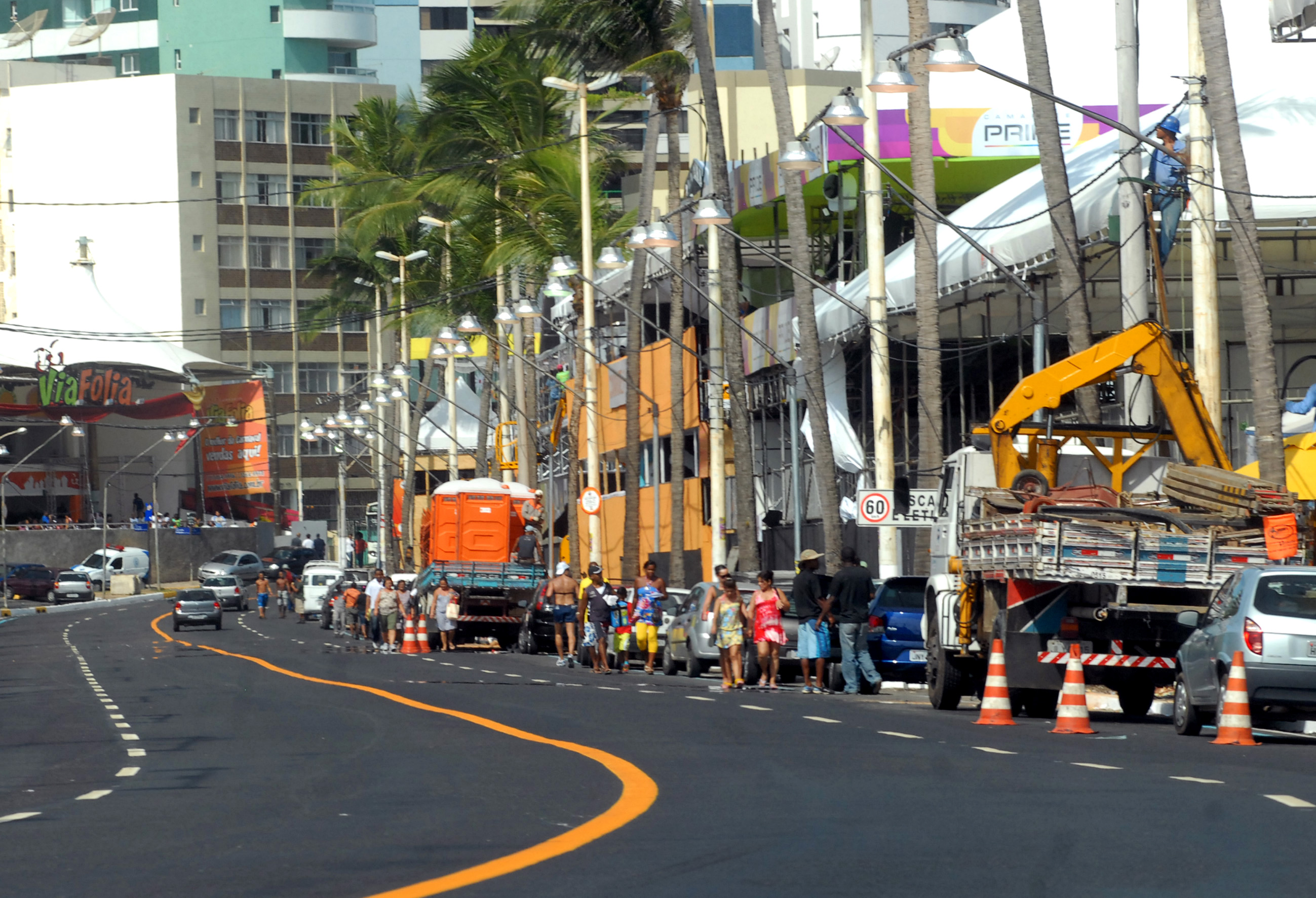
Circuito Barra-Ondina na Avenida Oceânica.

De acordo com o Guinness Book of Records, o Carnaval de Salvador da Bahia é a maior festa do planeta. Para uma semana inteira, quase 4 milhões de pessoas comemoram ao longo de 25 quilômetros de ruas, avenidas e praças. A organização direta do partido envolve a participação de 100 mil pessoas. Suas dimensões são gigantescas. Salvador recebe uma média de 800 mil visitantes.
Para se ter uma ideia, a cobertura do Carnaval de 2003 na cidade foi feita por 4.446 profissionais da imprensa local, nacional e internacional. O Carnaval foi transmitido em 135 países através de 65 estações de rádio, 75 revistas, 139 produtores de vídeo, 97 Jornais (21 internacional), 14 estações de tv e 168 websites.
Rei Momo: O rei do Carnaval, Momo, é entregue as chaves para a cidade de manhã, na quinta-feira antes de terça-feira gorda, e a festa começa oficialmente. Camarotes: Essas bancadas ficam em linha reta nas ruas de Salvador, geralmente no bairro de Campo Grande. Aqui é mais confortável ver o Carnaval sem ser "pisoteada" pela multidão. Trios Eléctricos: Equipado com sistemas de som ensurdecedores, esses caminhões de 60 metros de comprimento carregam uma linha de dançarinos em cima além dos instrumentos musicais dos artistas, juntamente com outros cantores, entre eles Ivete Sangalo, Daniela Mercury, Cláudia Leitte, Chiclete com Banana, Carlinhos Brown e outros.
A música tocada durante o Carnaval inclui axé music, pagode baiano e samba-reggae. Muitos "blocos" participam no Carnaval, como os "blocos afros" que são Malê Debalê, Olodum e Filhos de Gandhi, sendo os três muitos famosos. O Carnaval é fortemente policiado. Existem Stands com cinco ou seis policiais sentados em todos os lugares e as ruas são constantemente patrulhadas por grupos de polícia que se deslocam em um único batalhão.
O Circuito Osmar: vai do Campo Grande à Praça Castro Alves; O "Circuito Centro da Cidade": no Centro e Pelourinho e o Circuito Dodô: vai do Farol da Barra à Ondina, ao longo da costa. O Circuito Osmar é o circuito mais antigo. É também onde os grupos mais tradicionais do evento desfila. No Dodô, onde se encontram os camarotes dos artistas, a festa começa de tarde e continua até a manhã seguinte.
Os três circuitos do Carnaval são:
- Campo Grande — Praça Castro Alves, também chamado de "Circuito Osmar", ou simplesmente "Avenida";
- Barra-Ondina — Também chamado de "Circuito Dodô";
- Peleourinho —- também chamado de "Circuito Batatinha".

### Festival de Verão

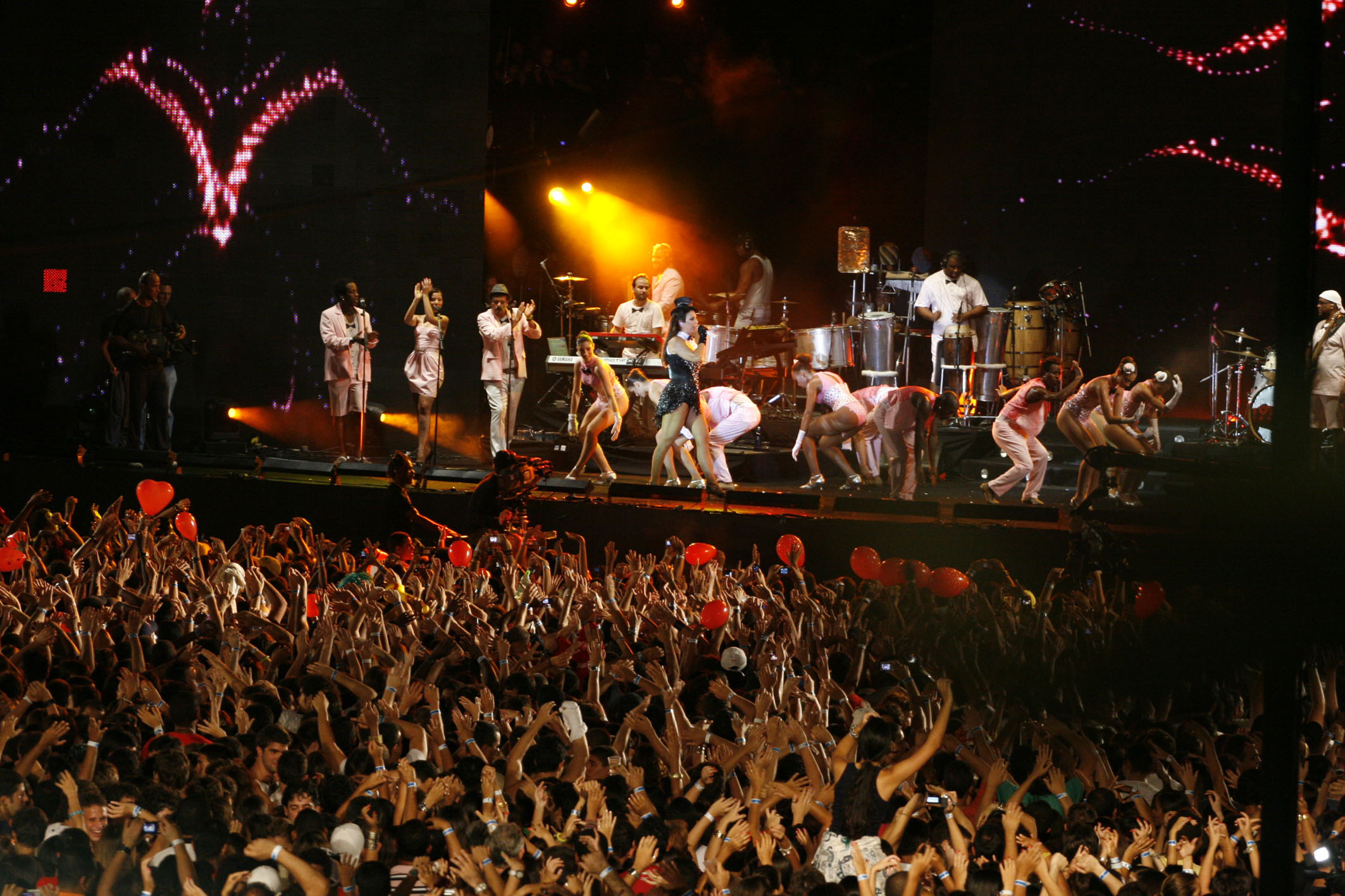
Apresentação de Ivete Sangalo no Festival de Verão de 2010

O Festival de Verão de Salvador, é uma festa de música anual que ocorre em cinco dias e todo ano é característico as presenças habitual de grandes artistas da música baiana e da música popular brasileira como: Daniela Mercury, Banda Eva, Capital Inicial, Titãs, Skank, Jota Quest, Ivete Sangalo, Chiclete com Banana, Ana Carolina, dentre inúmeros outros. Atrações internacionais como Akon, Gloria Gaynor, Men at Work, Eagle-Eye Cherry, Fatboy Slim, Ben Harper, Manu Chao, Westlife, The Gladiators, James Blunt, o tenor João Mendonza, Jason Mraz e Alanis Morissette já cantaram no Festival de Verão.

## Religião
Em Salvador, a religião é um importante ponto de contacto entre influências portuguesas e africanas e, nos últimos 20 anos, houve uma versão brasileira de um pentecostalismo herdado dos norte-americanos. Salvador é sede do primeiro bispado no Brasil colonial (fundado em 1551) e o primeiro bispo, Pero Fernandes Sardinha, que chegou em 1552. Os jesuítas, liderados por Manuel da Nóbrega, também chegaram no século XVI e trabalharam para converter os povos indígenas da região para o catolicismo romano.

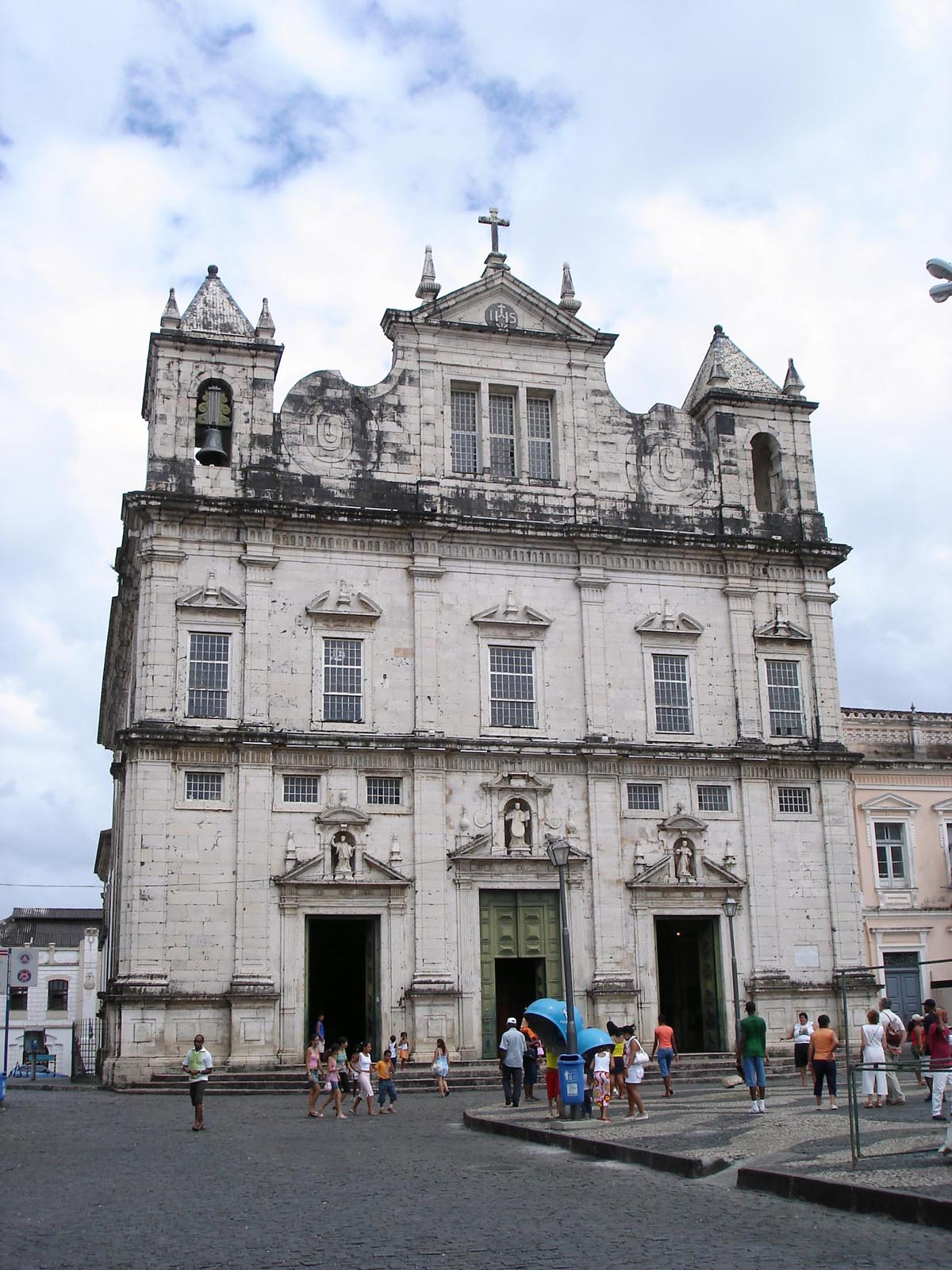
Antiga Igreja Jesuíta de Salvador agora Catedral de Salvador.

Muitas ordens religiosas vieram para a cidade, após a sua fundação: franciscanos, beneditinos e Carmelitas. Posteriormente para eles, são criadas ordens, irmandades e fraternidades, que eram compostas principalmente de grupos profissionais e sociais. Os mais proeminente destas ordens foram a Ordem Terceira do Carmo e a Ordem de São Francisco, fundada por homens brancos e a Nossa Senhora do Rosário e a Irmandade de São Beneditino, composto por homens negros. Em muitas igrejas, mantidas por religiosos, foram alojados as irmandades do Santíssimo Sacramento.
Além destas organizações, a expansão do catolicismo na cidade consolidou-se através do trabalho de assistência social. A Santa Casa da Misericórdia foi uma das instituições que fizeram esse tipo de trabalho como, manutenção de hospitais, abrigos para os pobres e lar para os idosos, também prestavam assistência aos condenados e para aqueles que teriam de enfrentar penalidades de morte. Os conventos, por sua vez, eram culturais e centros de formação religiosa, oferecendo seminário inconsequente que muitas vezes foram atendidos por leigos.
Mesmo com a evolução presente e o crescimento do protestantismo e outras religiões na cidade, a fé católica permanece como uma de suas características mais distintivas, desenhando um monte de gente para suas centenas de igrejas. Alguns aspectos, como o uso da língua portuguesa nas santas missas, a simplificação da liturgia e a adoção de "pop" em canções religiosas são fatores-chave para o triunfo do catolicismo. Na Igreja de Nossa Senhora do Rosário dos Pretos, as missas são realizadas na língua iorubá, fazendo o uso de cantos africanos e roupas típicas, que atraem muitas pessoas de comunidades afro-brasileiras.

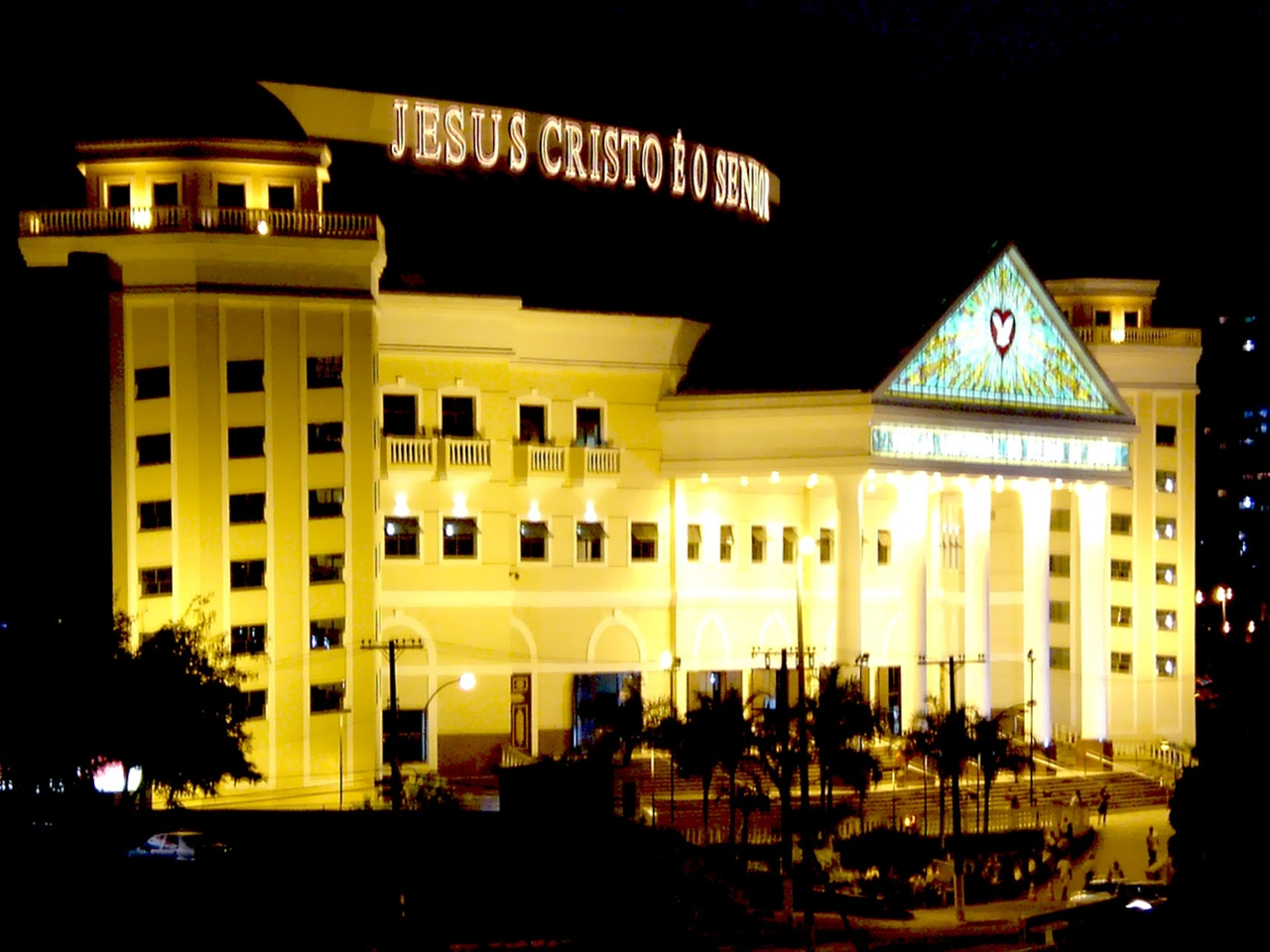
Catedral da Igreja Universal do Reino de Deus no bairro do Iguatemi.

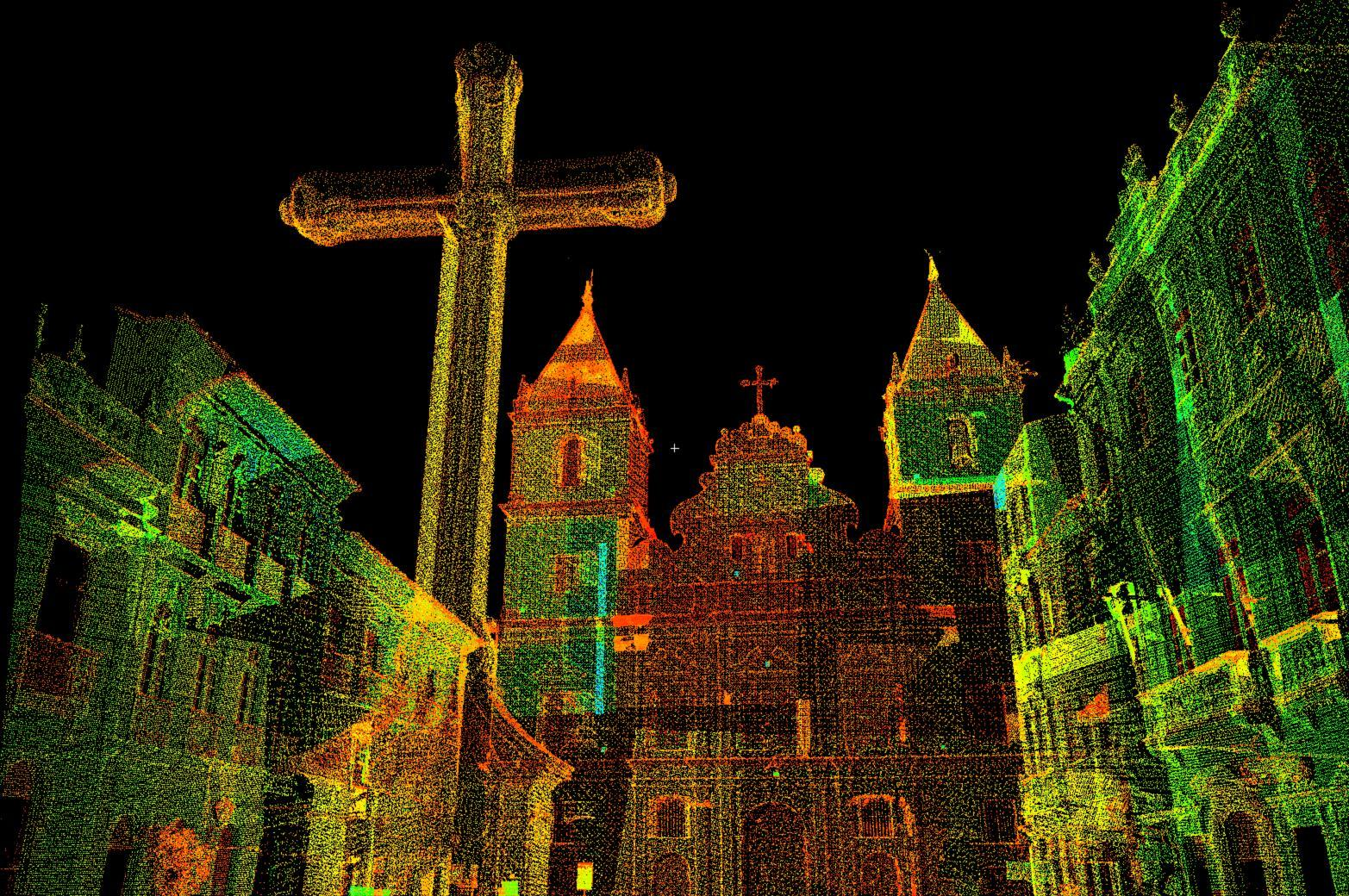
Perpesctiva da Cruz e a Igreja de São Francisco em Anchieta, Pelourinho, criado a partir de um Laser Scanning conduzido pela organização sem fins lucrativos CyArk.

Muitos escravos africanos que aportavam na Bahia eram trazidos da África Subsaariana, especialmente a nação da língua iorubá (Iorubá ou Nagô em Português) da Nigéria atual. Os escravos foram forçados a se converterem ao catolicismo romano, mas sua religião original, a Candomblé, sobreviveu apesar das proibições e perseguições. Os africanos escravizados aqui conseguiram preservar sua religião atribuindo nomes e características de suas divindades do Candomblé à Católica com qualidades semelhantes.
Assim, como a antigas pagãs os cristãos uma vez associadas à divindades pagãs, os escravos africanos na Bahia transformaram sua fé em uma forma sincrética de religião que ainda tenta agradar tanto suas próprias raízes até a fé imposta por seus mestres e aqueles capturados entre ambas as tradições. Assim, até hoje, mesmo os católicos participam de rituais do Candomblé, esses chamados de "terreiros" ou "centros". O Candomblé baseia-se no culto dos orixás, Obatalá (Oxalá), o pai da humanidade; Ogum, o deus da guerra; Iemanjá, a deusa do mar, rios e lagos.
Essas entidades religiosas têm sido sincretizado com algumas entidades católicas. Por exemplo, a festa do Bonfim de Salvador, celebrado em Janeiro, dedica-se ao Senhor do Bonfim (Jesus Cristo) e Oxalá. Outra importante festa é a festa de Iemanjá realizada sempre no dia 2 de fevereiro, às margens do bairro do Rio Vermelho em Salvador, no dia em que a Igreja celebra a Nossa Senhora dos Navegantes. Em 8 de dezembro, é o dia da Imaculada Conceição, para os católicos, também comumente é dedicado a Iemanjá com oferendas votivas, feitas no mar ao longo da costa brasileira.

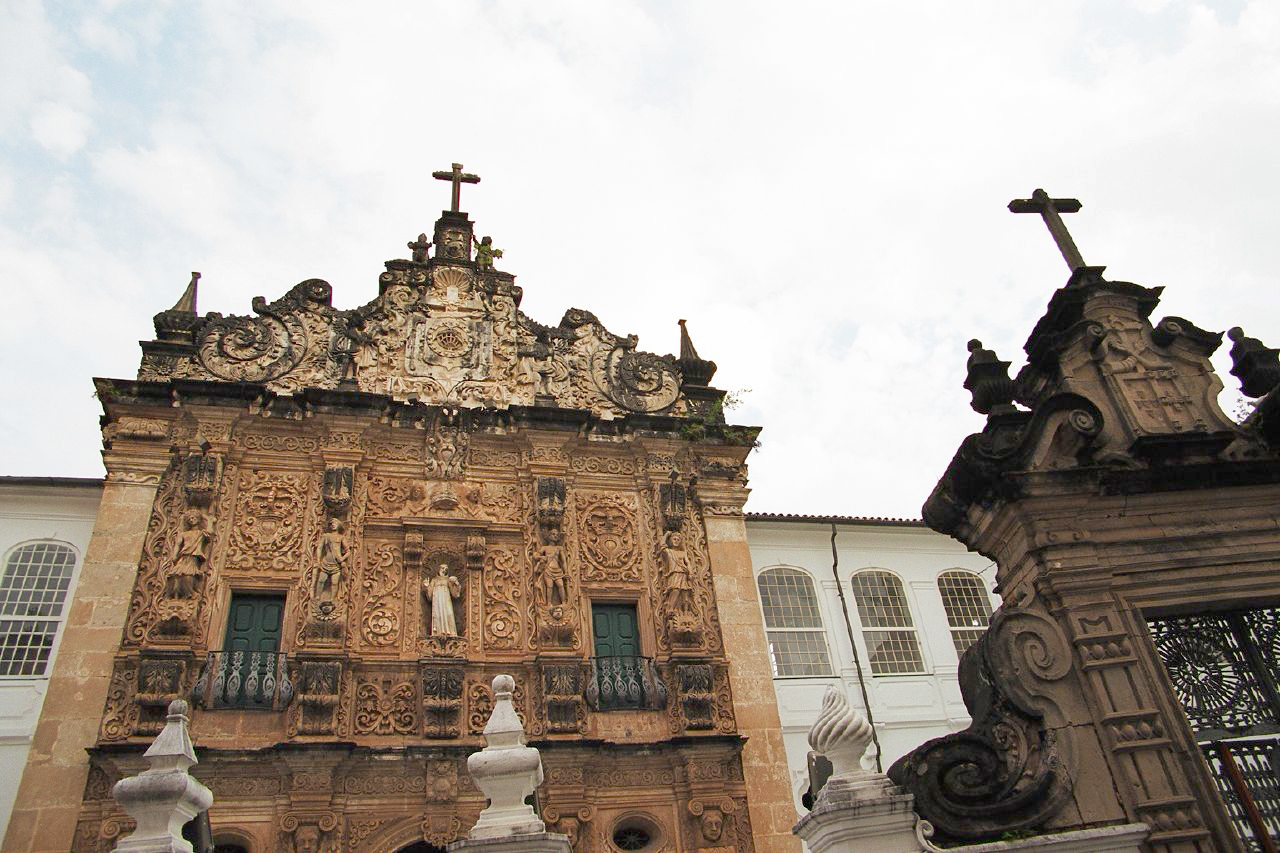
Igreja Católica da Ordem Terceira de São Francisco.

Sincretismo religioso é definido como a combinação de dois ou mais credos. No Brasil, especialmente na Bahia, ele veio como uma solução para os escravos que eram proibidos de praticar sua religião, então eles fingiram está adorando santos católicos, enquanto que na realidade eles estavam venerando suas próprias divindades. Portanto, associar um orixá (divindade do Candomblé), à uma católica foi uma estratégia utilizada pelos negros para manter suas crenças e rituais vivos, enquanto eles enganavam seus mestres, tornando-os acreditarem que sua devoção eram aos santos católicos.
A vida de santos católicos e suas características físicas, retratadas em esculturas e desenhos, facilitou a identificação com os orixás. Salvador é uma cidade onde aspectos étnicos e culturais diferentes se misturam, mas o sincretismo religioso permanece como uma de suas características mais intrigantes. Suas antigas igrejas são uma prova do poder do catolicismo, que foi trazido pelos portugueses e forçado em cima de negros e indígenas.

## Instalações e equipamentos

### Bibliotecas

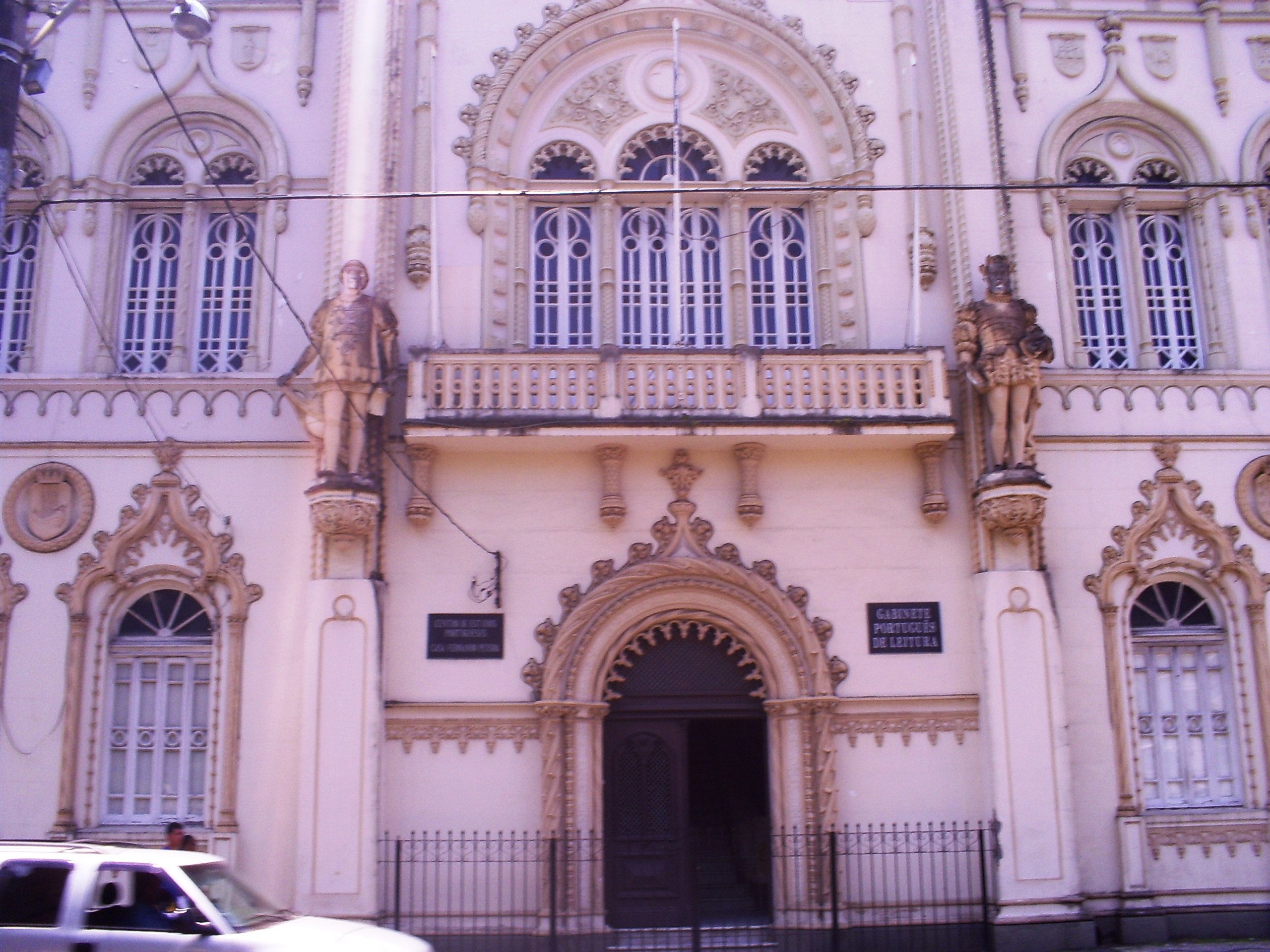
O Gabinete Português de Leitura da Bahia.

Os primeiros livros que chegaram em Salvador, foram trazidos pelos jesuítas, que vieram com Tomé de Sousa. As primeiras bibliotecas ou livrarias que apareceram estavam sob o controle dos missionários religiosos e eram em sua maioria compostas de livros sobre religião.

### Feiras de artesanato

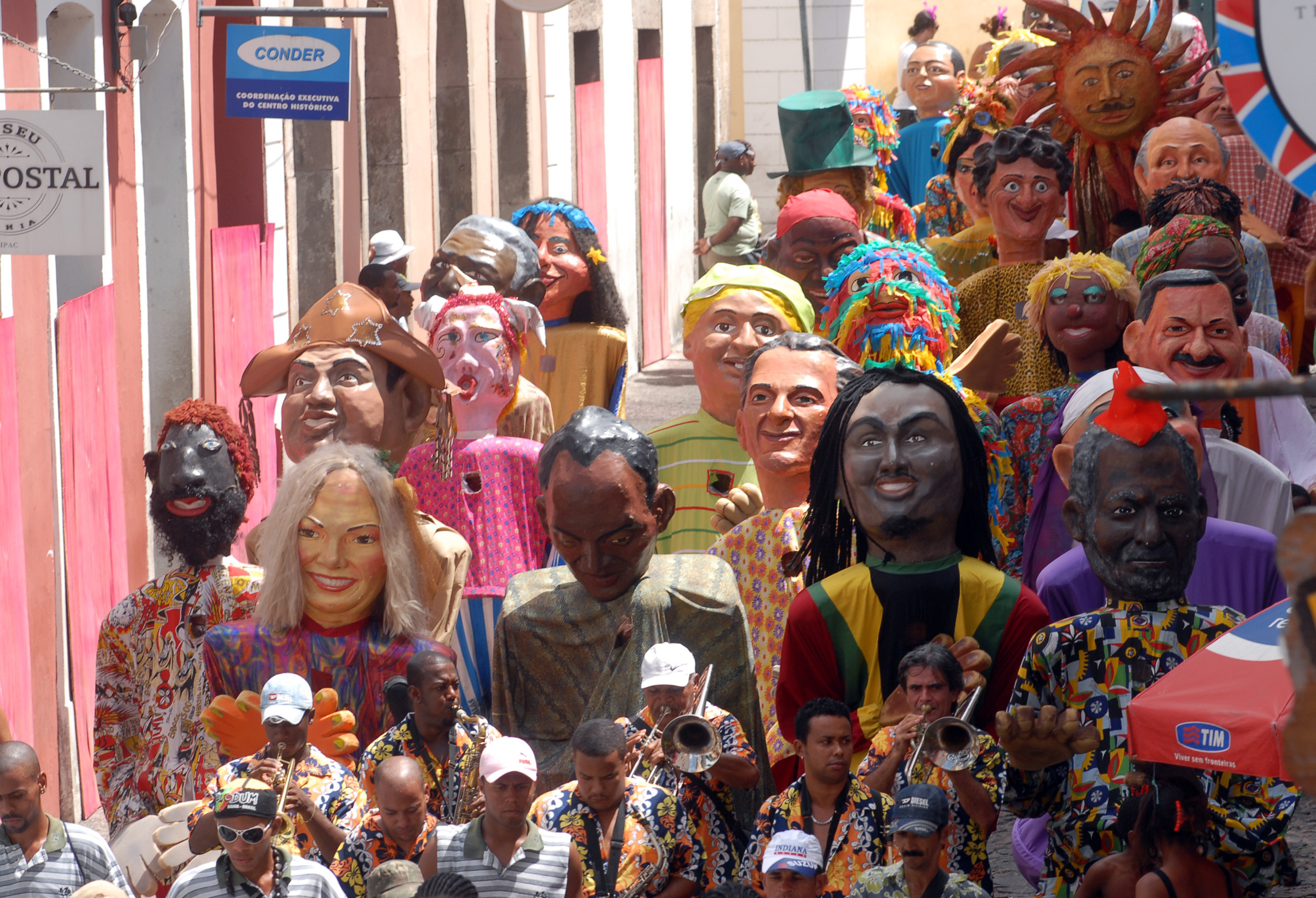
Cultura local.

O legado de artesanato da Bahia utilizando apenas matérias-primas (palha, couro, argila, madeira, conchas e miçangas), mais rudimentarares tornou o artesanato razoavelmente mais barato. Outras peças são criadas com o uso de metais como ouro, prata, cobre e latão. Os mais sofisticados são ornamentados com pedras preciosas e semipreciosas. Os artesãos e as mulheres geralmente escolhem a religião como tema principal de seu trabalho.[carece de fontes?]
Outros retratam as imagens de santos católicos e divindades do candomblé em suas peças. Os encantos de boa sorte como o punho cerrado, o trevo de quatro folhas, o alho e as famosas fitas do Bonfim expressam o sincretismo religioso da cidade. A Natureza é também retratada nestas partes, refletindo a fauna local. A Música aparece nos tambores de atabaque, paus-de-chuva, os tambores de água e o famoso berimbau, juntamente com outros instrumentos típicos.
Salvador possui uma reputação internacional como uma cidade onde são feitos os instrumentos musicais que produzem sons únicos. Estes instrumentos são frequentemente usados por artistas mundialmente famosas em suas sessões de gravação. Um lugar para ver a produção de artesanato de Salvador é o Mercado Modelo, que é um dos maiores centros de artesanato do Brasil. Peças também podem ser adquiridas no Instituto de Artesanato Visconde de Mauá e no Instituto do Patrimônio Artístico e Cultural (IPAC). Estas são as organizações que promovem a arte típica da Bahia.

### Museus

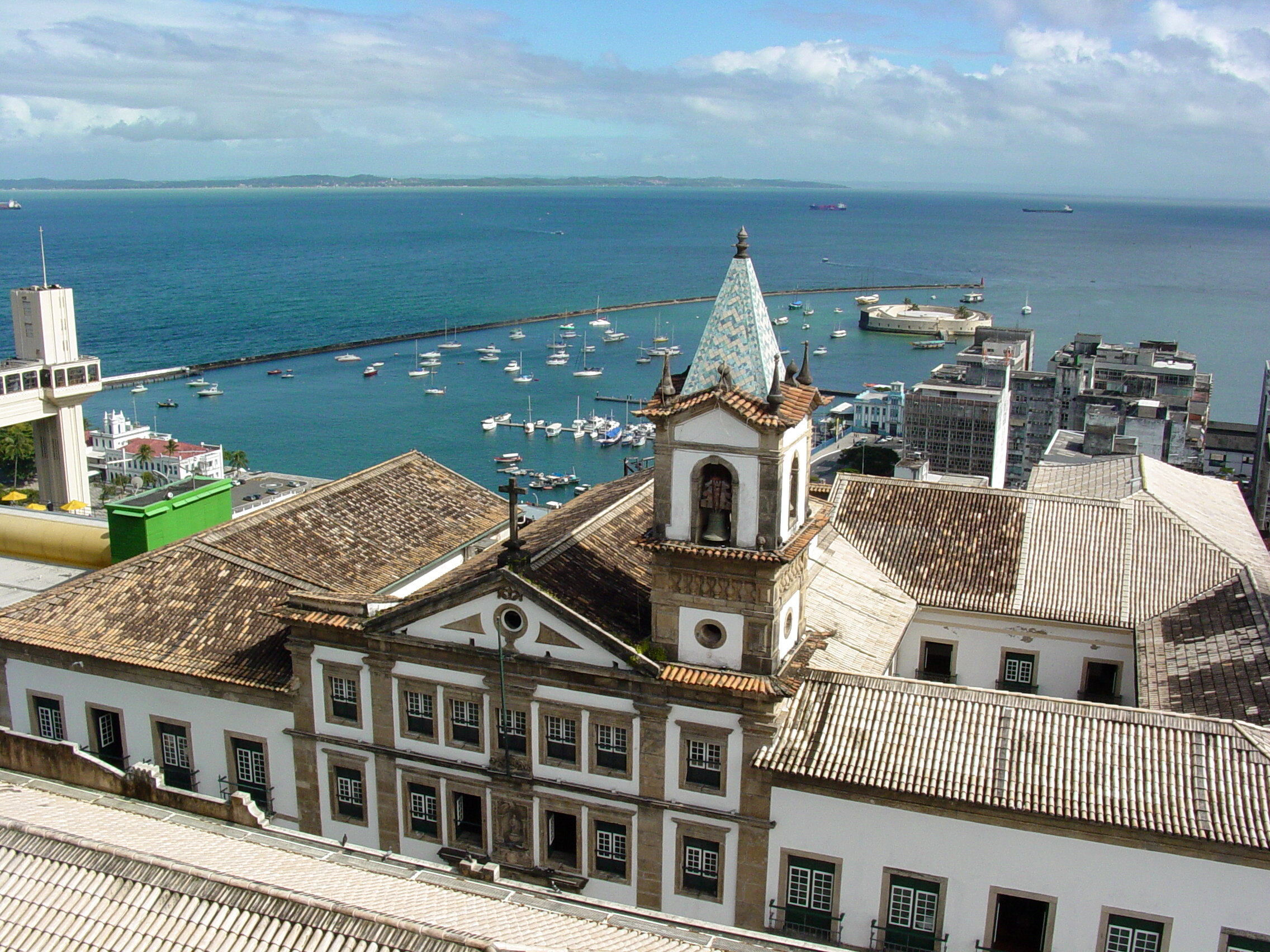
Centro Histórico de Salvador.

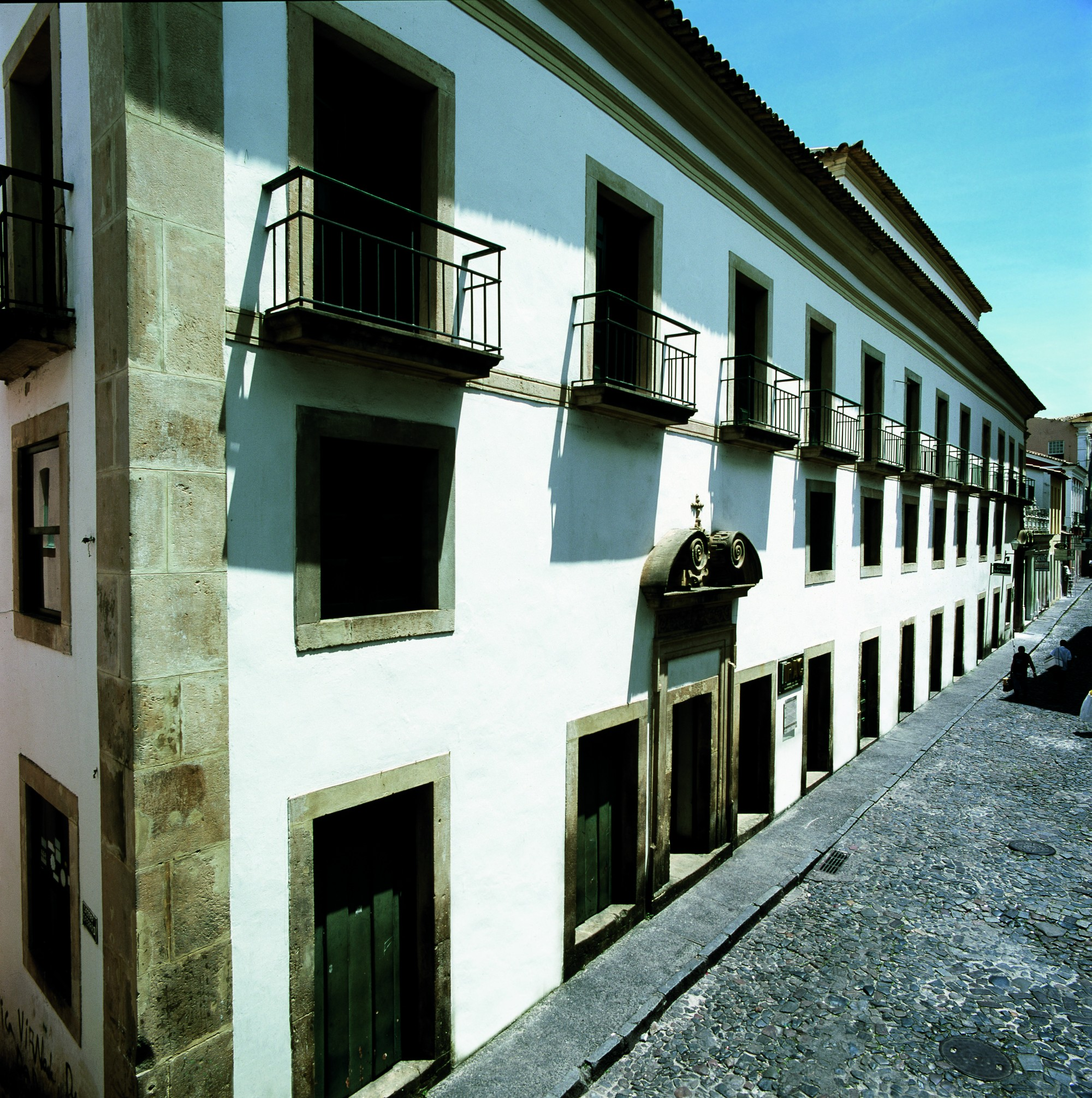
Solar Ferrão dentro do qual está integrado o Museu Abelardo Rodrigues.

O patrimônio artístico, cultural e social de Salvador é preservado em museus. Do Museu de Arte da Bahia (MAB), que é o mais antigo do Estado ao Museu Náutico da Bahia, o mais novo; a primeira capital do Brasil, preserva peças únicas da história e tem cerca 345 museus.
Mesmo assim, a importância dos museus de Salvador tem atraído o interesse de especialistas do Brasil e do exterior. Lá podemos encontrar valiosas peças de arte sacra, artigos decorativos dos casarões antigos e também objetos que pertenceram às antigas famílias e figuras públicas do estado. Os museus de Arte Sacra e Abelardo Rodrigues são imperdíveis programas. Ambos têm a maior coleção de arte sacra do país. Outro passeio obrigatório é ao Museu de Arte da Bahia.
O Museu de Arte da Bahia dispõe de pinturas, porcelana chinesa, móveis e sacra além de imagens dos séculos XVII e XVIII. O Museu Costa Pinto tem itens particulares, de propriedade, tais como, peças de arte, objetos de cristal, móveis dos séculos XVIII e XIX, tapeçaria, peças sacra e de porcelana chinesa. As joias de ouro e as fivelas de prata ornamentais são o que há de mais precioso em toda a coleção.
Outro importante museu é o Museu da Cidade, onde muitos itens que ajudam a preservar o Patrimônio da antiga Salvador são mantidos. Lá podemos encontrar objetos temáticos que pertenceram à personalidades públicas do estado como bonecos, estátuas que representavam orixás e imagens religiosas. Há também uma galeria de arte localizada dentro dos museus. Há, também, a Fundação Casa de Jorge Amado, com fotos, objetos e histórias da vida do autor de romances que se tornaram memoráveis e retratam a Bahia antiga, como Gabriela – Cravo e Canela, Dona Flor e Seus Dois Maridos, O País do Carnaval e Tieta do Agreste.
Algumas igrejas e mosteiros também tem museus localizados em suas instalações. Exemplos disso são o Carmo da Misericórdia e Museu de São Bento. Depois da renovação dos fortes de Salvador, foram criados o Museu Náutico, no Forte de Santo Antônio da Barra (Farol da Barra) e o Museu da Comunicação, no Forte de São Diogo. Outros museus importantes que estão espalhadas por Salvador são: Museu do Cacau, Museu Geológico do Estado, Museu Tempostal, Solar Ferrão, Museu de Arte Antiga e Popular Henriqueta M Catharino, Museu Eugênio Teixeira Leal e Museu das Portas do Carmo.

### Teatros

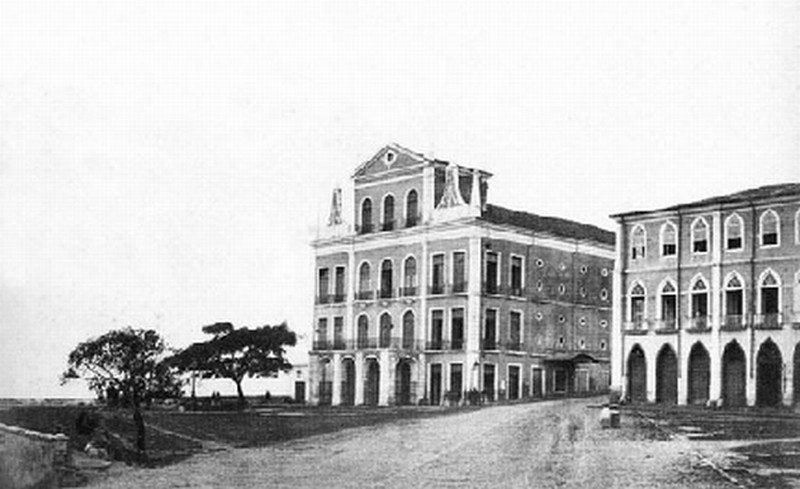
Antigo Teatro São João.

Salvador também possui vários teatros, dentre eles, se destacam:
| - Caixa Cultural Salvador - Cine-Teatro Casa do Comércio - Cine-Teatro Solar Boa Vista - Espaço Xisto Bahia - Teatro ACBEU - Teatro Anchieta - Teatro Castro Alves (TCA) - Teatro da Barra - Teatro Dias Gomes (Sindicato dos Comerciários) | - Teatro Diplomata - Teatro do Museu Eugênio Teixeira Leal (Pelourinho) - Teatro Gamboa - Teatro ICBA - Teatro ICÉIA - Teatro IRDEB (TVE Bahia) - Teatro ISBA - Teatro Jorge Amado | - Teatro Gregório de Matos - Teatro Maria Betânia - Teatro Martim Gonçalves - Teatro Módulo - Teatro Miguel Santana - Teatro Nazaré | - Teatro Plataforma - Teatro Santo Antônio - Teatro SENAC (Pelourinho) - Teatro Sesi Rio Vermelho - Teatro Vila Velha - Theatro XVIII - Teatro Iemanjá (Centro de Convenções) |